# Parques de Génova
La mayoría de los parques de Génova están formados por áreas verdes que nacen de la continuidad de diferentes jardines públicos contiguos, frecuentemente alrededor de habitaciones nobiliares.
El más extenso parque de la ciudad es el sistema de los Parques de los Fuertes. Los más conocidos son los Parques de Nervi, costeados por el Paseo Anita Garibaldi.
En el centro de la ciudad, además de los jardines pénsiles situados en los palacios históricos más importantes, los parques más frecuentados son los de Piazza Corvetto y el Parque del Groppallo; este último sólo está abierto al público ocasionalmente.

## Parques de los Fuertes
El complejo natural de los Parques de los Fuertes está formado por la continuidad entre dos parques contiguos a la cinta mural de la ciudad y el área de los fuertes defensivos.

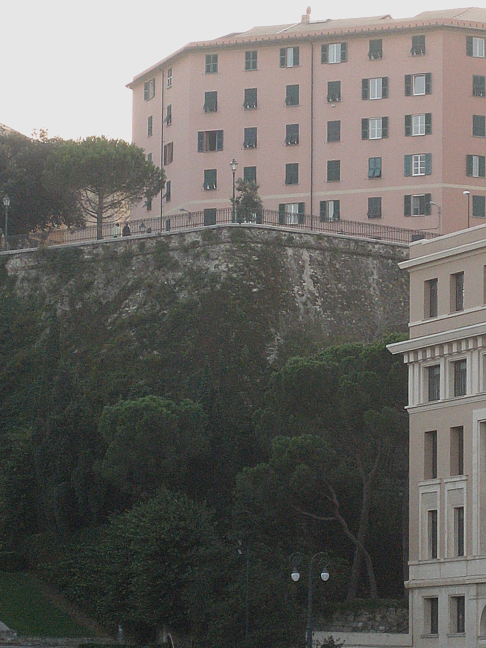
Muro de las Capuchinas
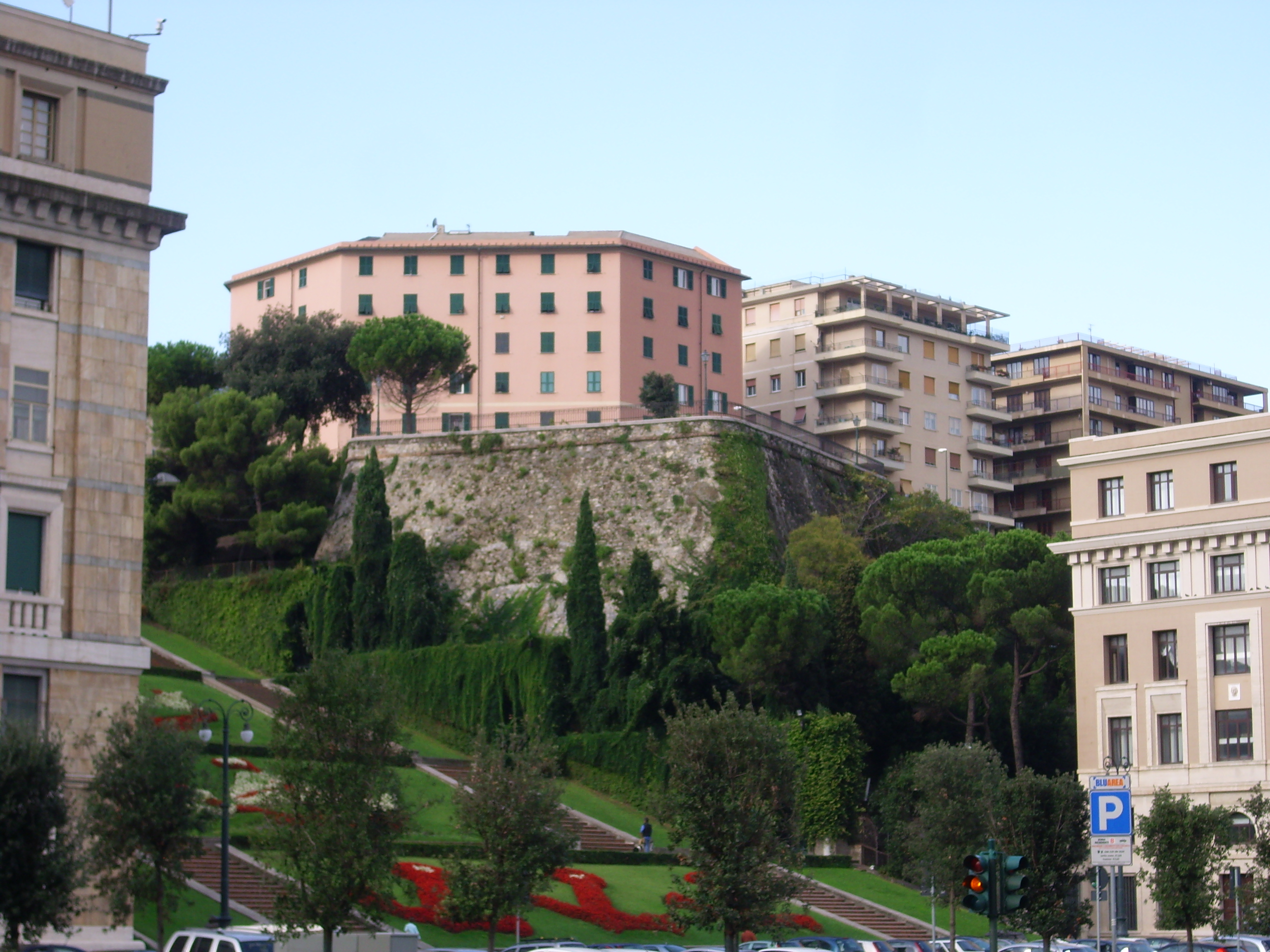
Muro de las Capuchinas
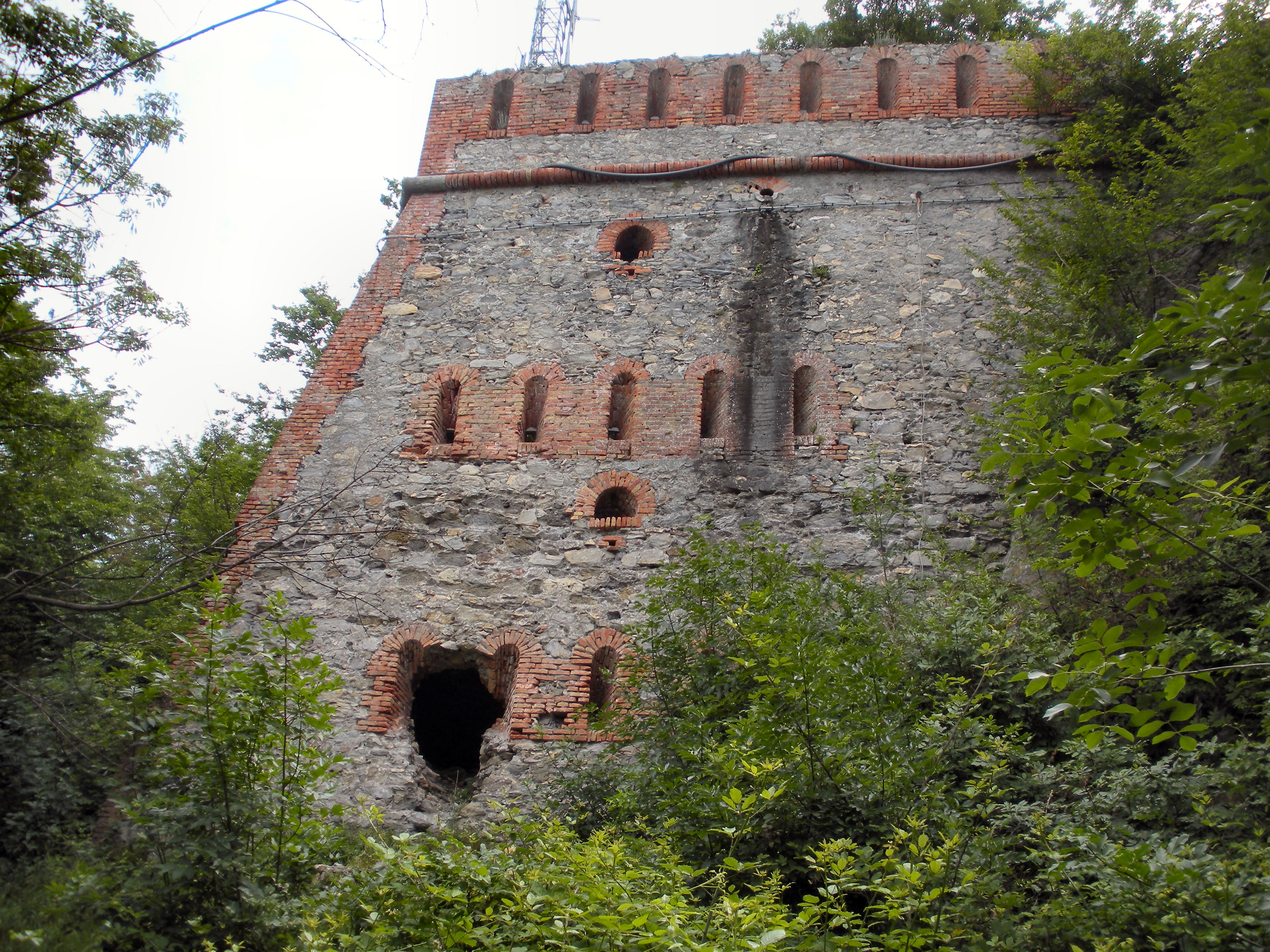
Bastión del Muro Begato
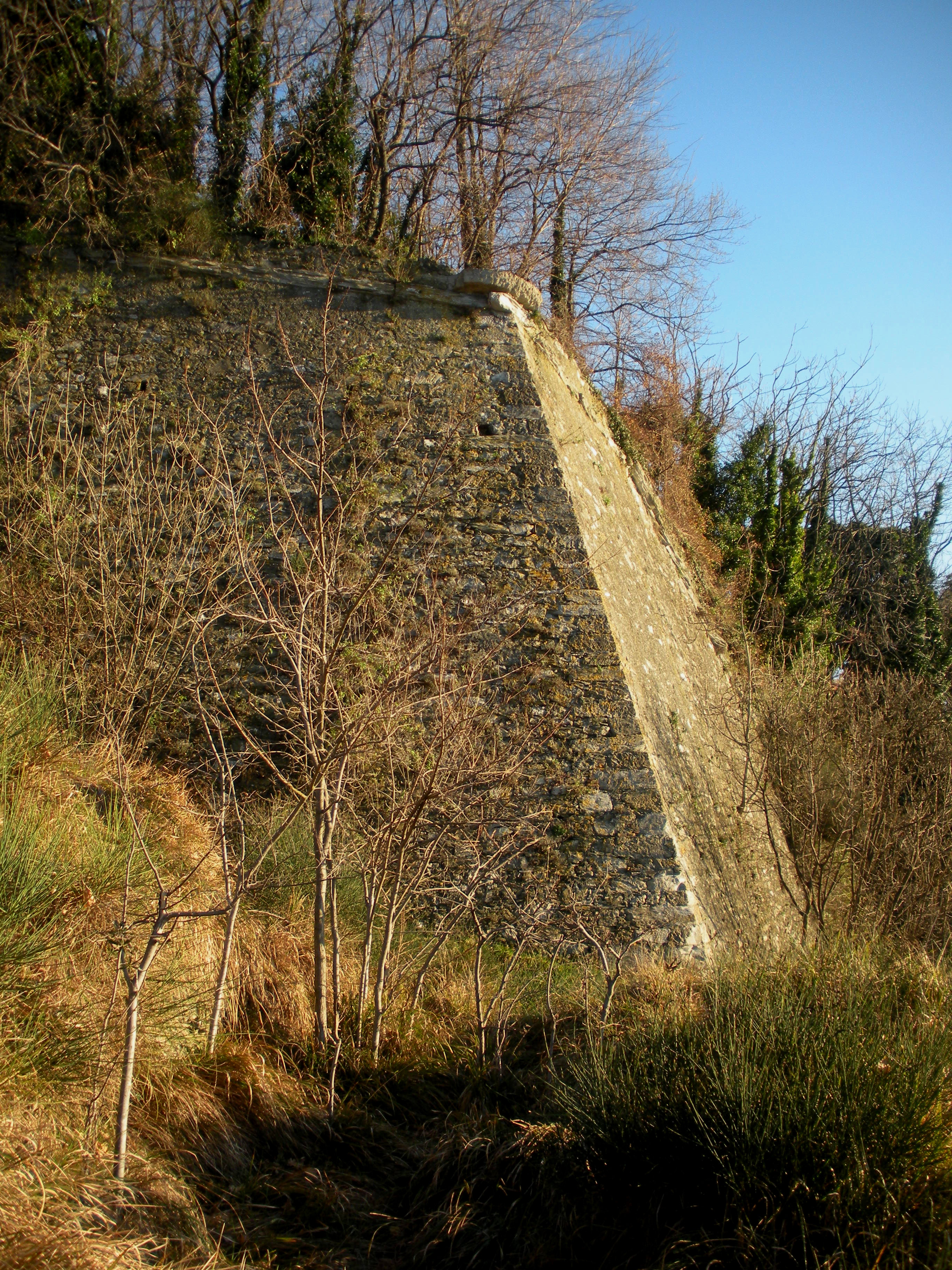
Bastión de Montemoro
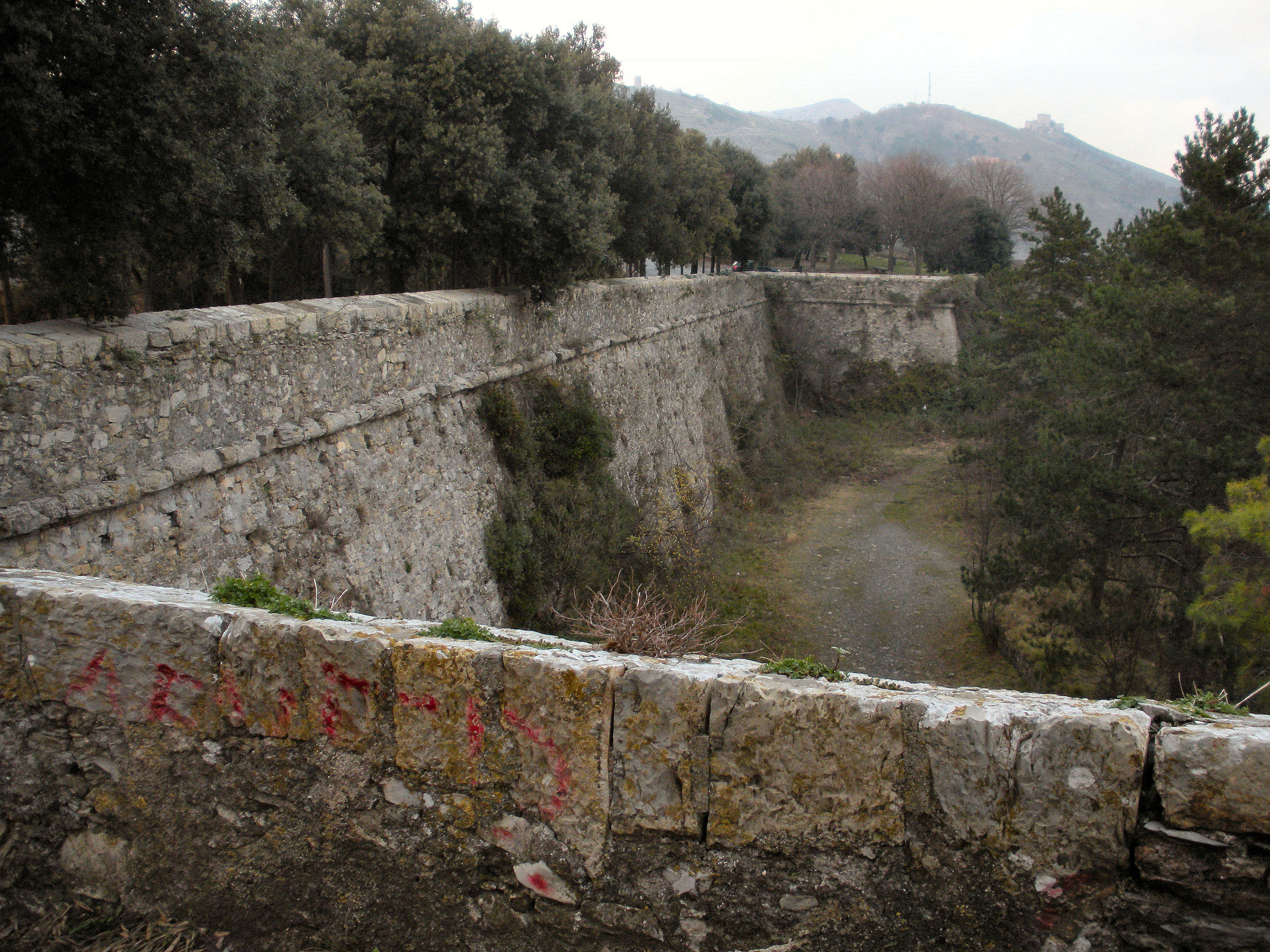
Muro del Castellaccio

Es el mayor pulmón verde de la ciudad y de toda el área urbana genovesa, además ser una de los más extensas áreas naturales urbanas de Italia (611,69 hectáreas).
| Nombre                     | Ubicación                     | Características |
| -------------------------- | ----------------------------- | --- |
| Parque urbano de los Muros | Centro-ValPol-ValBis: Alturas | Es el mayor parque urbano de Génova, con un área de 87.600 m². Está entre la muralla y los fuertes que se yerguen en lo alto de la ciudad. |
| Parque urbano de Perlalto  | Centro-ValPol-ValBis: Alturas | Parque urbano adyacente al Mirador del Righi y dominado por el Fuerte Sperone.                                                             |

## Parques del Nervi
Los Parques del Nervi son el más renombrado complejo botánico de la ciudad. Son contiguos al Paseo Anita Garibaldi y están constituidos por la unión de los jardines de diferentes villas históricas.

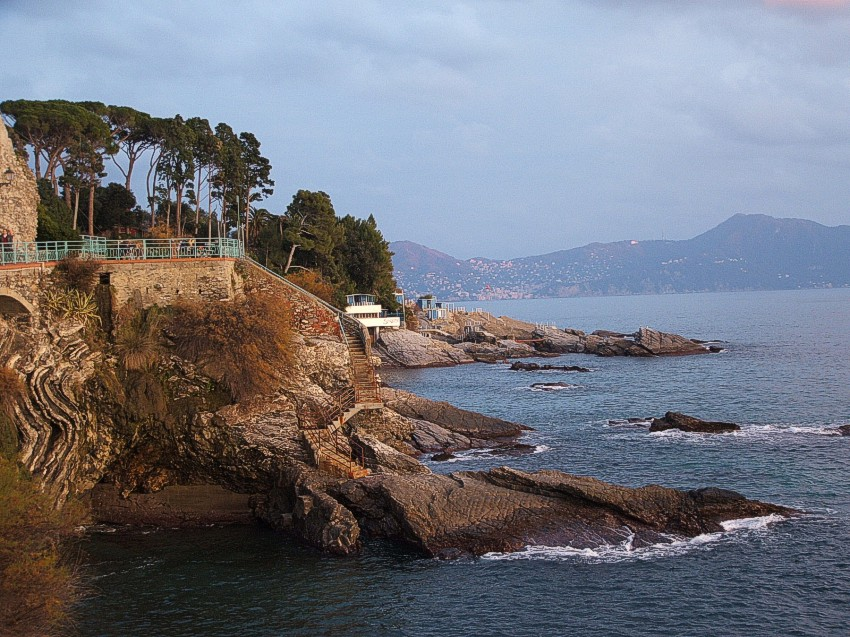
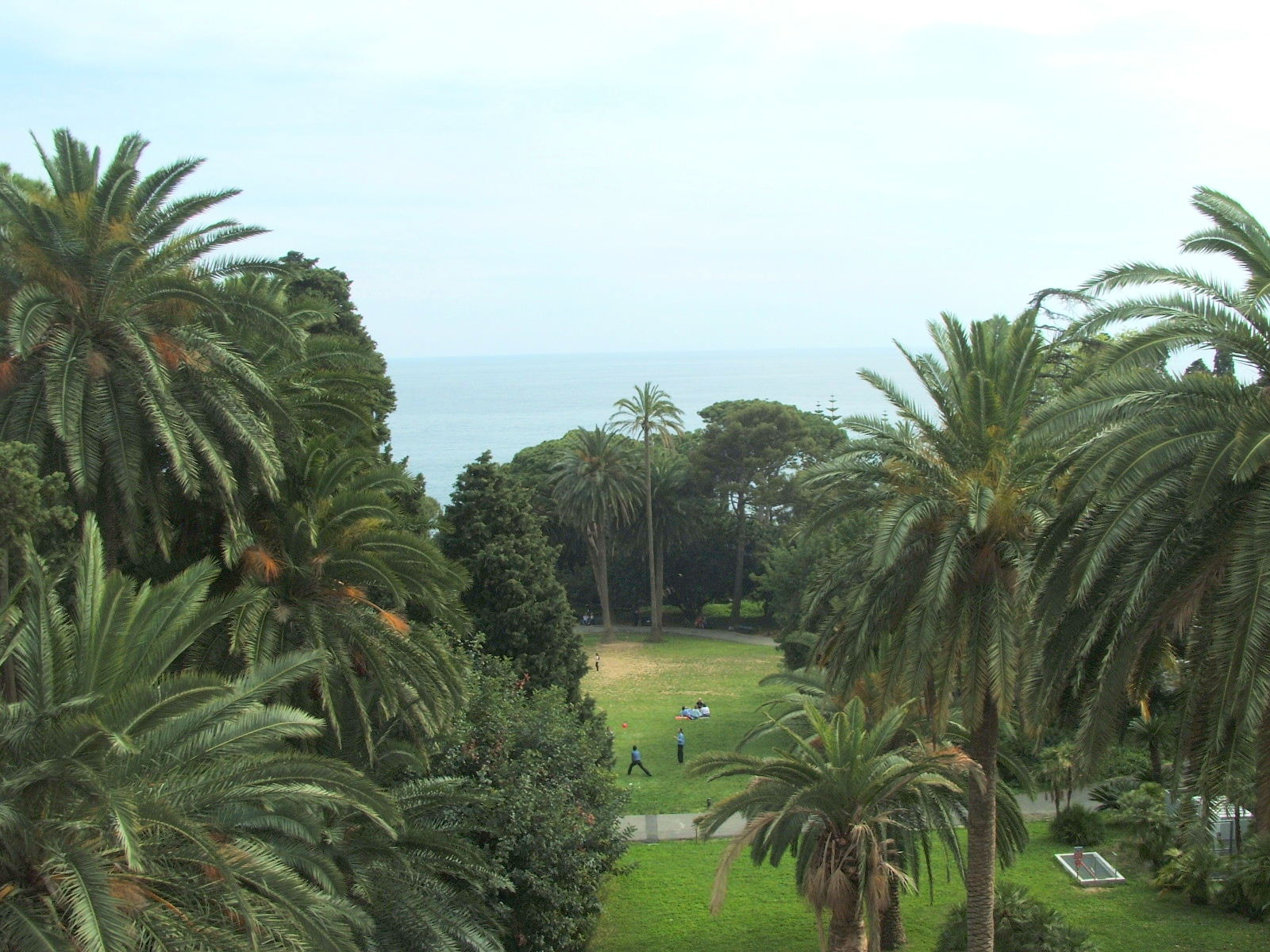

| Nombre                | Ubicación       | Características |
| --------------------- | --------------- | --- |
| Villa Gnecco          | Levante (Nervi) | Ejemplo temprano son los jardines de esta villa, construida en el siglo XVI, que domina ese tramo del arroyo Nervi.                                                        |
| Villa Groppallo       | Levante (Nervi) | Residencia de campaña del marqués Gaetano Gropallo; hoy es la biblioteca de Nervi, rodeada del parque, de 36.215 m².                                                       |
| Villa Serra Saluzzo   | Levante (Nervi) | Parque de 23.415 m² que rodea la villa del siglo XVI, hoy sede de la Galería de Arte Moderno.                                                                              |
| Villa Grimaldi Fassio | Levante (Nervi) | El parque, de estilo inglés, desciende hasta el mar a lo largo del paseo Anita Garibaldi. Destaca la característica rosaleda. La villa es sede del Museo Raccolte Frugone. |
| Villa Luxoro          | Levante (Nervi) | La villa está rodeada de un parque de 8.500 m² que desciende hasta la escollera de Capolungo. En la villa, del siglo XX, tiene su sede el Museo Giannettino Luxoro.        |

## Parques del centro y del norte de la ciudad
| Nombre                                                | Ubicación     | Características |
| ----------------------------------------------------- | ------------- | --- |
| Parques de la Plaza Corvetto                          | Centro urbano | Área verde compuesta por dos parques contiguos, entre los cuales se sitúa la plaza central. Resultan ser los parques más frecuentados del centro de la ciudad: los "parques del domingo". Los Parques de Piazza Corvetto son: - el Parque de Acquasola (Parco dell'Acquasola): planeado en 1821 por el arquitecto Carlo Barabino (1768 - 1835), sobre el área de un bastión medieval enlazado al cinturón del siglo XVI (2 hectáreas y media). - Villetta Dinegro: el parque de dos hectáreas, situado en el centro de la ciudad: edificado en el siglo XVIII sobre el bastión de San Giovanni (edificado en el siglo XVI) hace de marco al Museo de Arte Oriental Edoardo Chiossone, edificado en el sitio de la perdida villa neoclásica del marqués Gian Carlo Di Negro (1769 - 1857). |
| Parque Groppallo                                      | Centro urbano | Junto a los de la Plaza Corvetto, es uno de los principales parques del centro de la ciudad; sólo está abierto al público en algunas ocasiones. |
| Jardines Reales                                       | Centro urbano | Asomados a la dársena del puerto antiguo, hacen de marco al Palacio Real,, de estilo barroco, situado en Via Balbi. |
| Jardines del Palacio del Príncipe                     | Centro urbano | El jardín a la italiana del Palacio de Andrea Doria, Archivado el 29 de enero de 2011 en Wayback Machine. con su característica Fuente de Neptuno, está repartido en cuatro grandes parterres, con plantas y aromas mediterráneos, de Oriente Medio y de ultramar. Está en la zona del Puerto Antiguo. |
| Jardines del Palacio Blanco y del Palacio Doria Tursi | Centro urbano | Jardines colgantes all'Italiana, intercalados entre dos de los más famosos Palacios de los Rolli. |
| Jardines Nicolosio Lomellino                          | Centro urbano | En Via Garibaldi, pertenecen al Palacio Nicolosio Lomellino y tienen terrazas colgantes y un ninfeo con juegos de agua. |
| Villa Imperial Scassi                                 | Centro urbano | Villa con parque del siglo XVI en Sampierdarena. Conserva todavía parte de los majestuosos jardines por los cuales fue apodado "La Belleza". |
| Parque de la Fiumara                                  | Centro urbano | En el barrio central de Sampierdarena es un área verde, adyacente al gran centro comercial. |
| Villa Croce                                           | Centro urbano | Parque en lo alto de la colina de Carignano, asomado a la circunvalación del monte. En su interior se encuentra la villa, del siglo XIX, edificada sobre un edificio del siglo XVII. La villa fue donada por Andrea Croce al Municipio de Génova, y hoy en día es sede del Museo de Árte Contemporáneo. |
| Villa Gruber De Mari                                  | Centro urbano | Parque en el barrio de Castelletto. Tiene aproximadamente 13.500 m², y está asomado asomado al mar por encima de la circunvalación. Se caracteriza por la villa de estilo neoclásico. Conserva la torre del edificio original, del siglo XVI. |
| Parque del Castillo de Albertis                       | Centro urbano | El parque rodea el castillo edificado a finales del siglo XIX en estilo neogótico. Desde las alturas del bastión de Montegalletto, a precipicio sobre el mar, es posible gozar de un panorama completo del golfo de Génova. Este complejo, que se encuentra en el barrio de Castelletto, acoge el Museo de las Culturas del Mundo. |
| Parque de la Villa Saluzzo Bombrini                   | Centro urbano | Es un parque de aproximadamente una hectárea, cultivado a la inglesa, que rodea la villa de finales del siglo XIX, hoy sede del Conservatorio Niccolò Paganini, en el barrio céntrico de Albaro. |
| Parque de la Villa Imperial (Cattaneo Terralba)       | Centro urbano | Parque del estilo del siglo XVI. Rodea la villa, edificada en el barrio de San Fruttuoso a finales del mismo siglo para el noble Lorenzo Cristoforo Cattaneo. En 1502, alojó el rey Luis XII de Francia. |
| Bosque de los Frailes Menores                         | Alturas       | Es un área bocosa sobre las alturas genovesas del bajo Valbisagno, en la zona de San Fruttuoso; en las cercanías se yergue el antiguo complejo religioso del Santuario de la Madonna del Monte, del siglo XI. |
| Prado Casarile                                        | Centro urbano | Situado en el barrio septentrional de Molassana, es un área verde surgida en el lecho de una zona lacustre. |

## Parques del poniente
| Nombre                                              | Ubicación     | Características |
| --------------------------------------------------- | ------------- | --- |
| Jardín de Villa Brignole Sale (Duquesa de Galliera) | Centro urbano | La villa está situada en Voltri. El parque, de 25 hectáreas, rodea el Palacio Brignole Sale (del siglo XIV y ampliado después en el siglo XVIII y en el XIX) y el santuario de la Madonna delle Grazie (a 160 metros sobre el nivel del mar), que alberga las tumbas de la Duquesa de Galliera (1811 - 1888) y su familia. |
| Parque urbano de Punta Martin                       | Alturas       | Parque urbano puesto por detrás del barrio de Pegli. |
| Villa Doria                                         | Centro urbano | En Pegli, es un parque de 115.000 m2 situado alrededor de la villa del siglo XVI del banquero Centurione, consuegro de Andrea Doria; aquí habitaron el príncipe Gian Andrea Doria y sus descendientes; es de propiedad comunal como la mayoría de los parques y de las villas históricas de la ciudad. El edificio alberga el Museo Naval de Pegli. |
| Parque urbano del Monte Pennello                    | Alturas       | Parque urbano situado por detrás del barrio de Pegli. |
| Jardines de Villa Durazzo-Pallavicini               | Centro urbano | Pegli. Edificio residencial y parque histórico, en el cual encontramos el Museo de Arqueología Ligur y el jardín botánico fundado en 1794 y dedicado a Clelia Durazzo Pallavicini. La senda trazada en los años 40 del siglo XIX por Michele Canzio (escenógrafo del Teatro Carlo Felice y hermano del patriota Stefano Canzio) para el marqués Ignazio Alessandro Pallavicini (1800 - 1871) es como un cursillo teatral, articulado en una serie de escenarios concebidos como bastidores teatrales. En primavera se puede asistir a la espectacular floración del Viale delle Camelie (Paseo de las Camelias). |
| Parque urbano del monte Gazzo                       | Alturas       | Parque urbano situado detrás del barrio de Sestri Ponente. |
| Villa Rossi Martini                                 | Centro urbano | En el parque de Sestri Ponente (40.425 m2) que flanquea la villa del siglo XVII de la familia genovesa de los Lomellini, la vegetación es rica en varias especies exóticas y mediterráneas. Es sede también de espectáculos teatrales veraniegos. |
| Parque urbano de valletta Rio San Pietro            | Valles        | Parque urbano situado en un vallejo del barrio de Cornigliano. Fue inaugurado recientemente, en el marco de la recalificación de los terrenos del barrio. |

## Parques de levante
| Nombre                                    | Ubicación     | Características                                                        |
| ----------------------------------------- | ------------- | ---------------------------------------------------------------------- |
| Villa Gambaro                             | Centro urbano | Parque situado en el barrio de Albaro.                                 |
| Villa Carrara                             | Centro urbano | Parque adyacente al hospital pediátrico Gaslini.                       |
| Villa Quartara                            | Centro urbano | Parque situado en el barrio de Quarto dei Mille.                       |
| Parque urbano de Monte Fasce y Monte Moro | Alturas       | Parque urbano situado por detrás de la ciudad, en el extremo oriental. |

## Parques regionales del entorno

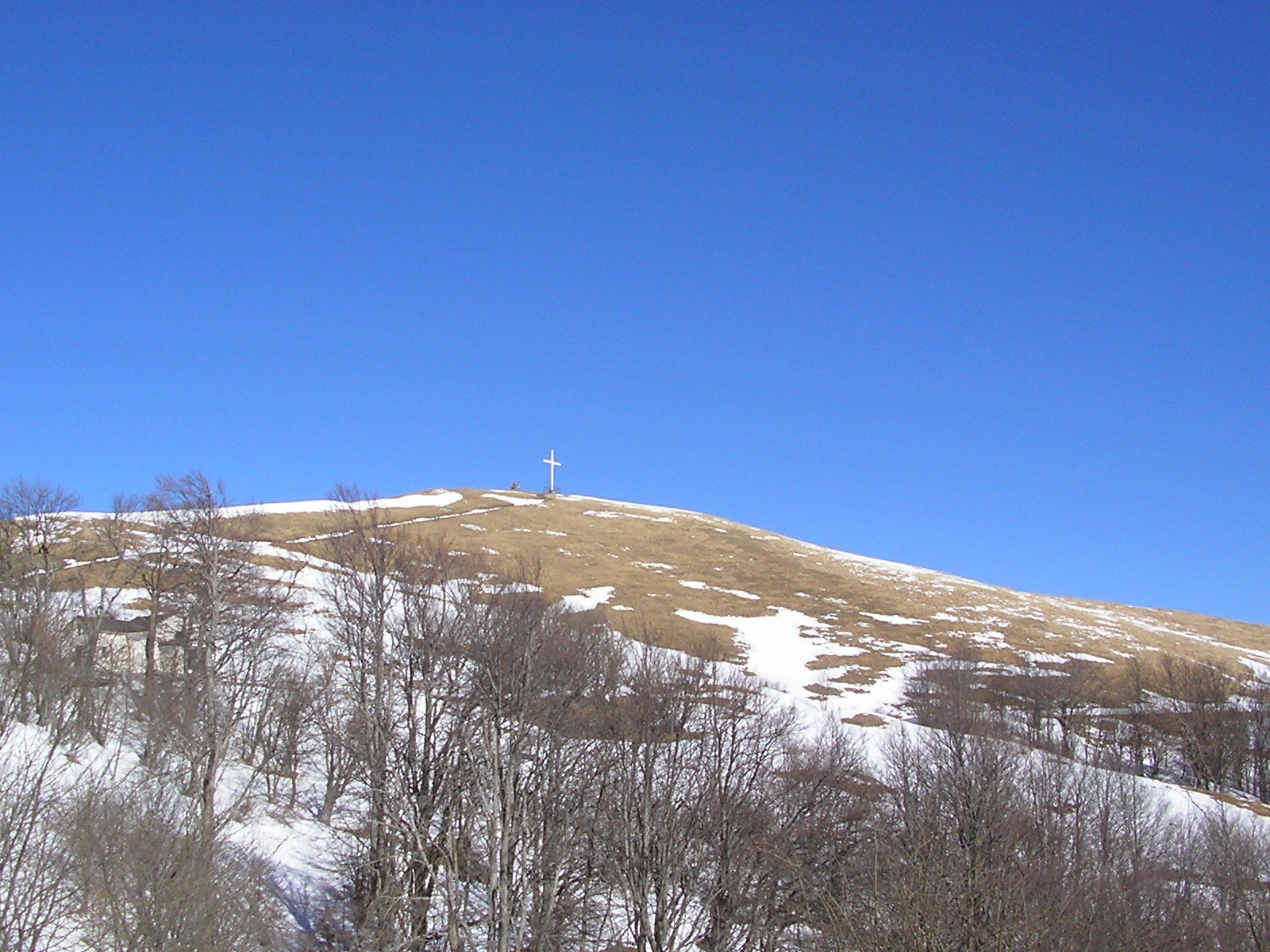
Antola 44°34′28″N 9°8′59″E / 44.57444, 9.14972
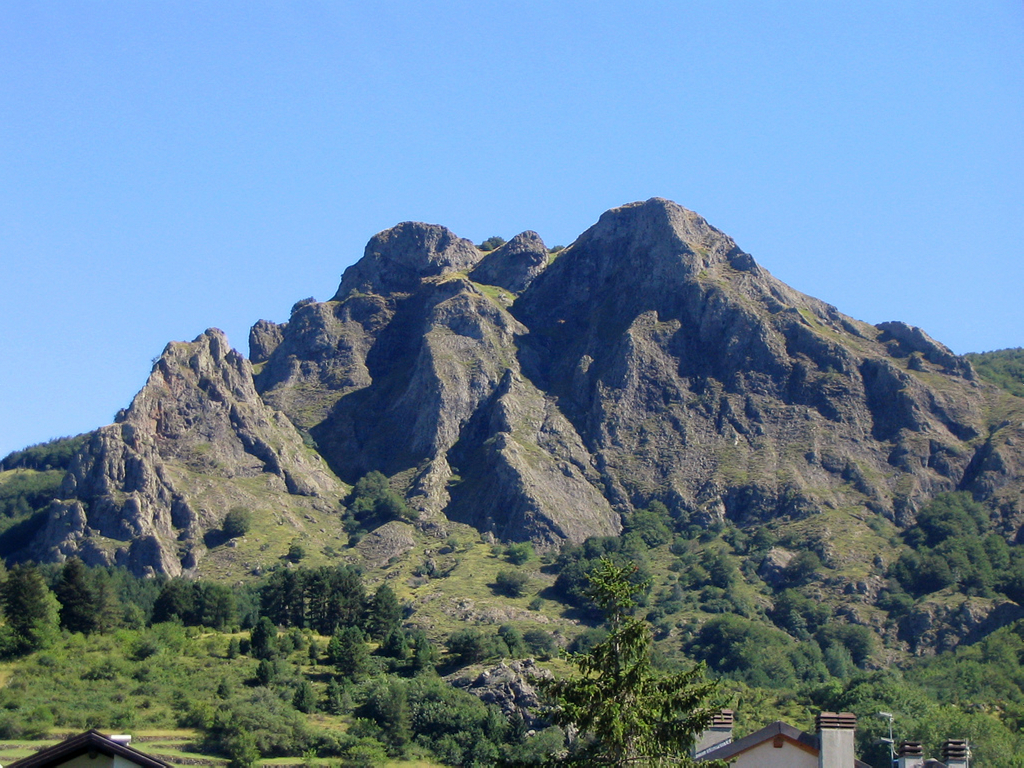
Aveto
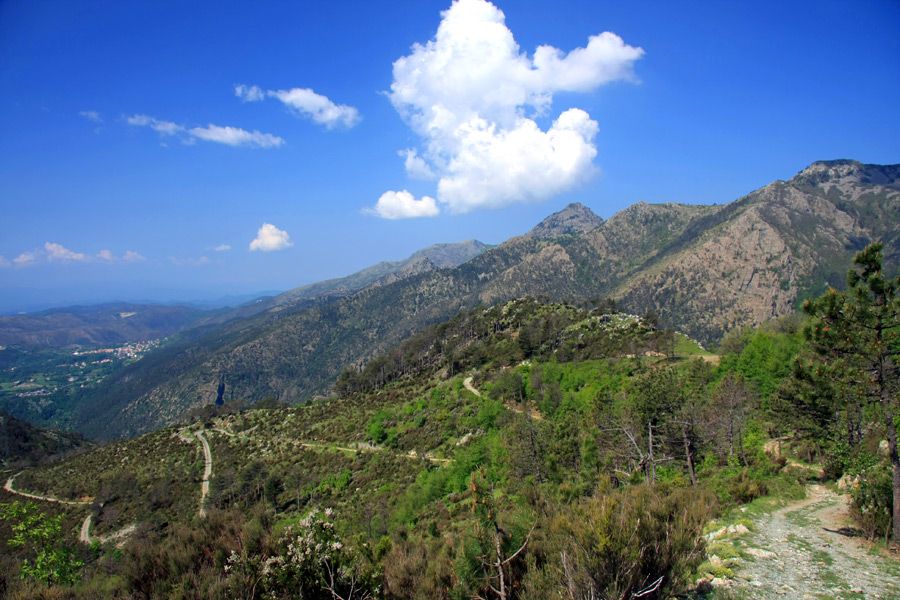
Beigua[17] 44°26′0″N 8°33′55″E / 44.43333, 8.56528
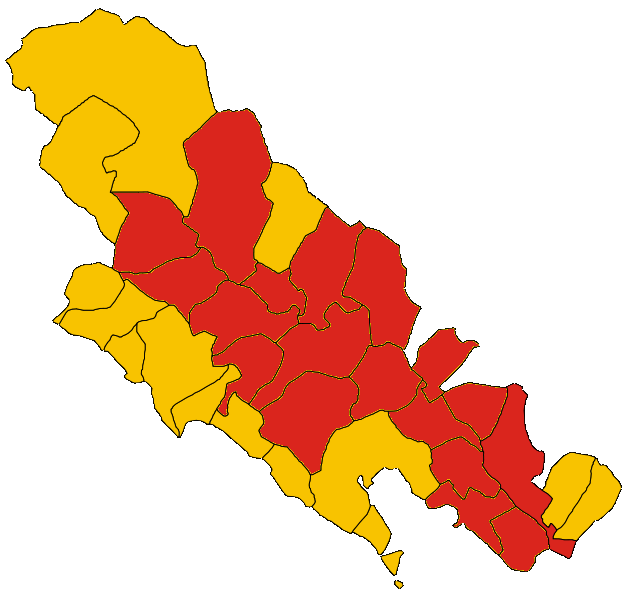
Montemarcello - Magra, en rojo (mapa de la provincia de La Spezia)
Rojo: Valle de Magra.
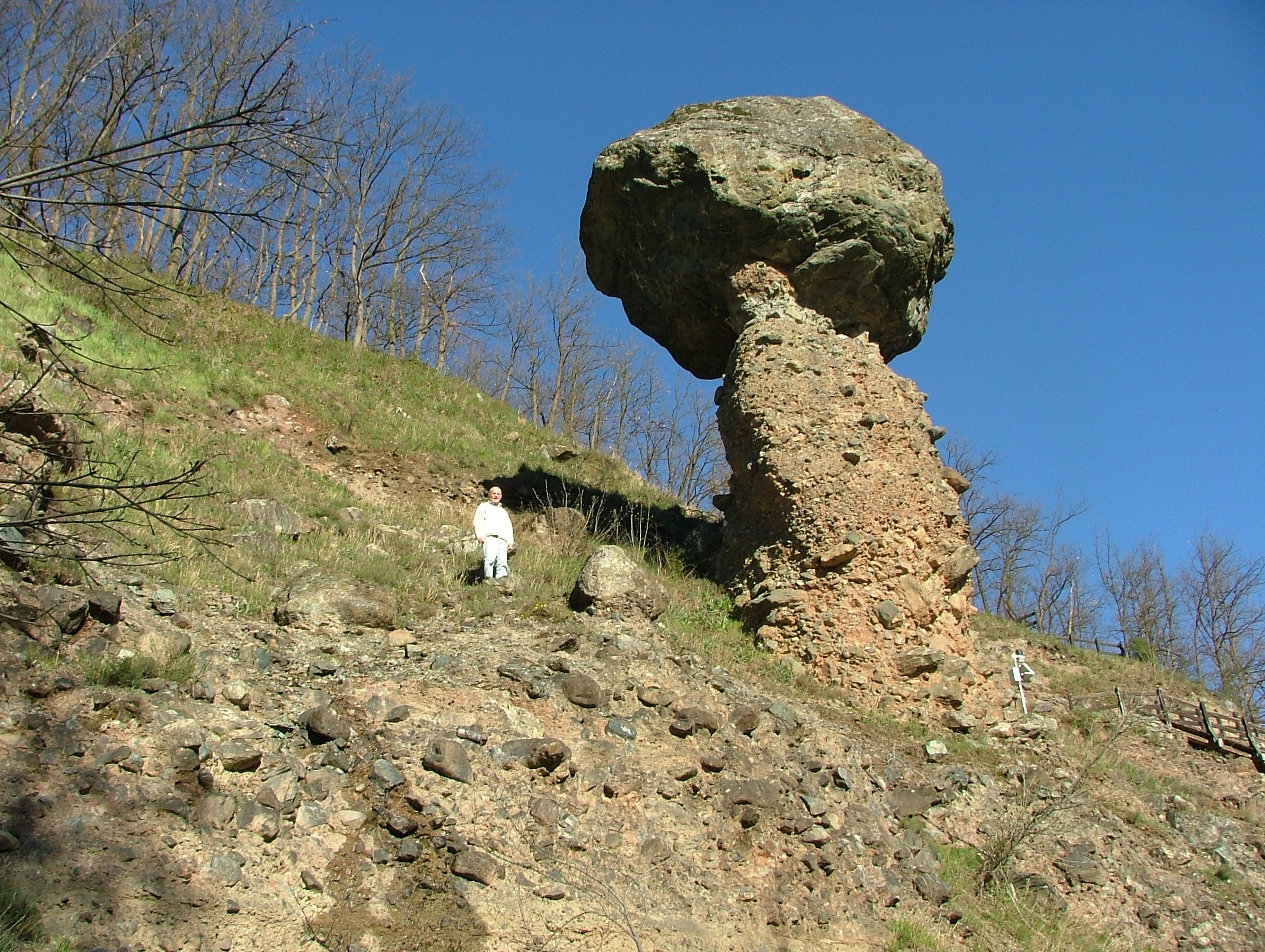
Piana Crixia
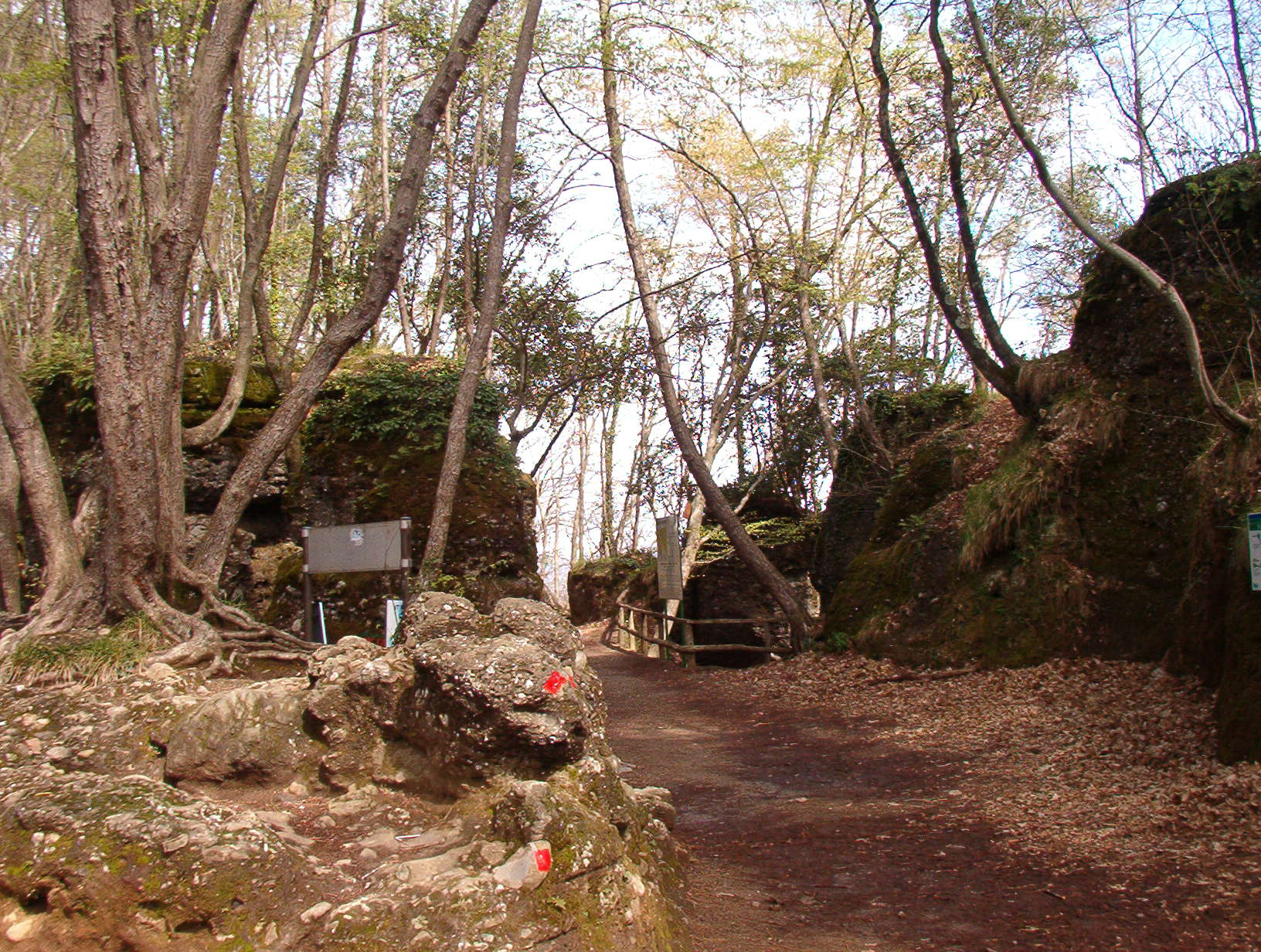
Portofino

- Parque natural regional de Bric Tana (Monte Tana)
- Parque natural regional de Porto Venere